# Résolution 821 du Conseil de sécurité des Nations unies
Membres permanents
- Chine
- États-Unis
- France
- Royaume-Uni
- Russie

Membres non permanents
- Brésil
- Cap-Vert
- Djibouti
- Espagne
- Hongrie
- Japon
- Maroc
- Nouvelle-Zélande
- Pakistan
- Venezuela

Résolution no 820 Résolution no 822
La résolution 821 du Conseil de sécurité des Nations unies, adoptée le 28 avril 1993, après avoir réaffirmé la résolution 713 (1991) et toutes les résolutions ultérieures, ainsi que les résolutions 757 (1992), 777 (1992) et la résolution 47/1 (1992) de l'Assemblée générale qui ont établi que l'État anciennement connu sous le nom de république fédérative socialiste de Yougoslavie avait cessé d'exister et qu'il devait demander son adhésion à l'Organisation des Nations unies et ne devrait pas, d'ici là, participer à l'Assemblée générale.
La résolution 821 déclare que la république fédérale de Yougoslavie (Serbie-et-Monténégro) ne peut pas automatiquement conserver le siège l'ancienne République fédérative socialiste de Yougoslavie aux Nations unies et recommande donc à l'Assemblée générale de décider que la république fédérale de Yougoslavie (Serbie-et-Monténégro) ne participera pas aux travaux du Conseil économique et social des Nations unies, décidant de réexaminer la question avant la fin de la 47e session de l'Assemblée générale.
La résolution a été approuvée par 13 voix contre zéro, avec deux abstentions de la Chine et de la Russie.

## Voir également
- Résolution 1326 du Conseil de sécurité des Nations unies
- Dislocation de la Yougoslavie
- Succession d'États
- Guerres de Yougoslavie